# Celestus curtissi
Celestus curtissi är en ödleart som beskrevs av  Grant 1951. Celestus curtissi ingår i släktet Celestus och familjen kopparödlor. IUCN kategoriserar arten globalt som sårbar.

## Underarter
Arten delas in i följande underarter:
- C. c. curtissi
- C. c. aporus
- C. c. diastatus
- C. c. hylonomus